# Sorède
Sorède (în catalană Sureda) este o comună în departamentul Pyrénées-Orientales din sudul Franței. În 2009 avea o populație de 3.009 de locuitori.

## Evoluția populației
| An        | 1975  | 1982  | 1990  | 1999  | 2006  | 2009  |
| --------- | ----- | ----- | ----- | ----- | ----- | ----- |
| Populație | 1.491 | 1.896 | 2.160 | 2.699 | 2.926 | 3.009 |